# Cantonul Bouxwiller
Cantonul Bouxwiller este un canton din arondismentul Saverne, departamentul Bas-Rhin, regiunea Alsacia, Franța.

## Comune
- Alteckendorf
- Berstett
- Bosselshausen
- Bossendorf
- Bouxwiller
- Buswiller
- Dingsheim
- Dossenheim-Kochersberg
- Duntzenheim
- Durningen
- Ettendorf
- Fessenheim-le-Bas
- Furdenheim
- Geiswiller
- Gingsheim
- Gougenheim
- Grassendorf
- Griesheim-sur-Souffel
- Handschuheim
- Hochfelden
- Hohatzenheim
- Hohfrankenheim
- Hurtigheim
- Ingenheim
- Issenhausen
- Ittenheim
- Kienheim
- Kirrwiller
- Kuttolsheim
- Lixhausen
- Melsheim
- Minversheim
- Mittelhausen
- Mutzenhouse
- Neugartheim-Ittlenheim
- Obermodern-Zutzendorf
- Obersoultzbach
- Pfettisheim
- Pfulgriesheim
- Quatzenheim
- Ringeldorf
- Ringendorf
- Rohr
- Schaffhouse-sur-Zorn
- Schalkendorf
- Scherlenheim
- Schnersheim
- Schwindratzheim
- Stutzheim-Offenheim
- Truchtersheim
- Uttwiller
- Waltenheim-sur-Zorn
- Wickersheim-Wilshausen
- Willgottheim
- Wilwisheim
- Wingersheim
- Wintzenheim-Kochersberg
- Wiwersheim
- Zœbersdorf